# Held In Trust
Held In Trust er en amerikansk stumfilm fra 1920 af John Ince.

## Medvirkende
- May Allison som Mary Manchester
- Darrell Foss som Stanford Gorgas
- Walter Long som Hasbrouck Rutherford
- John Elliott som Jasper Haig
- Lawrence Grant som Dr. Babcock
- G. Burnell Manly som Dr. David Kirkland
- Teddy Whack